# Les Étoiles filantes (chanson)
Pour les articles homonymes, voir Les Étoiles filantes.
Pistes de La Grand-Messe
Intro Ti-cul
Les Étoiles filantes est une chanson des Cowboys fringants écrite par J-F Pauzé et tirée de leur album La Grand-Messe.
La chanson a obtenu le prix Félix de la chanson populaire de l'année en 2005.

## Analyse
La chanson est divisée en trois étapes. La première évoque la nostalgie de la jeunesse, la seconde la prise de conscience de l'absurdité de la vie, la troisième la présence de l'espoir. À la fin de la première étape, à l'évocation de la phrase Quand les avions en papier ne partent plus au vent, le public a pris l'habitude durant les concerts d'envoyer des avions en papier à travers la salle.

## Reprise
En 2013, le rappeur Koriass l'utilise comme échantillon pour la chanson Supernova.